# Sphragifera sigillata
Sphragifera sigillata là một loài bướm đêm trong họ Noctuidae.